# Стубичке-Топлице
Стубичке-Топлице ( Stubičke Toplice) — община с центром в одноимённом посёлке на севере Хорватии, в Крапинско-Загорской жупании. Население общины 2805 человек (2011), население посёлка — 1845 человека. Подавляющее большинство населения — хорваты (98,1 %). В состав общины кроме административного центра входят ещё 3 деревни.
Община расположена в Хорватском Загорье на северных склонах хребта Медведница. Посёлок Стубичке-Топлице примыкает с юга к городу Орославье. В посёлка есть ж/д станция на тупиковой ветке Забок — Орославье — Донья-Стубица — Горня-Стубица.
В начале XIX века Стубичке-Топлице принадлежало епископу Загреба Максимилиану Врховацу, который в 1811 году открыл в посёлке купальню на источниках термальных вод (хорв. Toplice), которая впоследствии была преобразована в центр медицинской реабилитации.